# ケンドール・ホルト
ケンドール・ホルト（Kendall Holt、1981年6月4日 - ）は、アメリカ合衆国の男性プロボクサー。ニュージャージー州パターソン出身。元WBO世界スーパーライト級王者。身長175cm。

## 来歴
2001年3月30日、プロデビュー。
2005年5月27日、WBOインターコンチネンタルスーパーライト級王座決定戦でハイメ・ランヘル（ コロンビア）と対戦し、2-1の判定勝ちで王座を獲得した。
2006年11月3日、NABO北米スーパーライト級王座決定戦でアイザック・ラツシュワヨ（ 南アフリカ共和国）と対戦し、3-0の判定勝ちで王座を獲得した。
2007年4月20日、WBO世界スーパーライト級王座挑戦者決定戦でマイク・アルノーティス（ アメリカ合衆国）と対戦し、3-0の大差判定勝ち。
2007年9月1日、WBO世界スーパーライト級王者リカルド・トーレス（ コロンビア）に挑戦するも、11回TKO負けで王座獲得ならず。
2008年7月5日、WBO世界スーパーライト級王者リカルド・トーレスと再戦。1回、開始直後に2度のダウンを奪われたが、偶然のバッティングでトーレスの動きが止まったところに右ストレートでダウンを奪い返すとレフェリーストップとなり、1回1分1秒KO勝ちで王座を獲得した。
2008年12月13日、ディミトリウス・ホプキンス（ アメリカ合衆国）と対戦し、2-1の判定勝ちで初防衛に成功した。
2009年4月4日、WBC世界スーパーライト級王者ティモシー・ブラッドリー（ アメリカ合衆国）と王座統一戦で対戦し、0-3の判定負けで王座から陥落した。
2010年2月27日、カイザー・マブサ（ 南アフリカ共和国）とIBF世界スーパーライト級挑戦者決定戦を行い、6回終了TKO負け。
2011年5月13日、カリフォルニア州サンタバーバラ郡サンタイネスのチュマッシュ・カジノで元IBF世界ライト級王者フリオ・ディアス（ メキシコ）とスーパーライト級10回戦を行い、3回TKO勝利でサバイバルマッチを制した。
2011年10月15日、ダニー・ガルシア（ アメリカ合衆国）とWBOインターコンチネンタルスーパーライト級王座決定戦とIBF並びにWBC世界スーパーライト級挑戦者決定戦を行い、1-2(113-115、2者が117-111)の判定負け。
2012年3月16日、カリフォルニア州カバゾンのモロンゴ・リゾート・カジノ&スパでティム・コールマン（ アメリカ合衆国）と対戦し、2回2分23秒TKO勝ちを収め再起に成功した。
2013年5月4日、ワシントンD.C.のDCアーモリーでIBF世界スーパーライト級王者ラモン・ピーターソン（ アメリカ合衆国）と対戦し、8回1分42秒TKO負けで王座奪取に失敗した。

## 獲得タイトル
- WBOインターコンチネンタルスーパーライト級王座
- NABO北米スーパーライト級王座
- 第15代WBO世界スーパーライト級王座（防衛1）